# Incendio del Ringtheater
El incendio del Ringtheater se produjo el jueves 8 de diciembre de 1881 en dicho popular teatro vienés —llamado así por la carretera en la que se encontraba, Schottenring—. Antes del incendio, el teatro de gestión privada, con una capacidad para unos 1700 visitantes, sufría problemas económicos. Oficialmente, 384 personas murieron en el incendio, aunque hay estimaciones más altas. Por ejemplo, el autor y enciclopedista nacido en Prusia Ludwig Julius Eisenberg (1858-1910) afirma que hasta mil podrían haber sido carbonizadas.

## Descripción
Durante esa noche, estaba programada la ópera Les Contes d'Hoffmann de Jacques Offenbach. Cuando los visitantes tomaron asiento a las 19:00, detrás del escenario se iluminaron cinco vitrinas con lámparas de gas. Debido a que el control de encendido electroneumático logró encender el gas solo en el segundo intento, el gas que ya había salido explotó. El incendio posterior quemó la tramoya y se extendió rápidamente al resto del escenario y al auditorio.
Fue solo con una demora de media hora que los bomberos comenzaron a rescatar a los ocupantes, pero los esfuerzos de rescate se vieron agravados rápidamente por varios problemas: el alumbrado de emergencia usaba lámparas de aceite, pero no se encendían. Debido a la escasez de recursos financieros, solo se cumplimentaron antes de que se realizaran los controles obligatorios. Luego, las salidas de emergencia se abrieron solo hacia adentro, lo que efectivamente encerró a las víctimas. A través de una ventana al costado del edificio, entró aire fresco, que avivó el fuego. Finalmente, debido a un error de juicio, la policía (el Bundessicherheitswachekorps en la entonces Austria) les dijo a los rescatistas que se fueran, porque pensaban que todos ya habían sido rescatados.
Entre los muertos se encontraba Ladislaus Vetsera, hermano mayor de la baronesa María Vetsera.

## Impacto

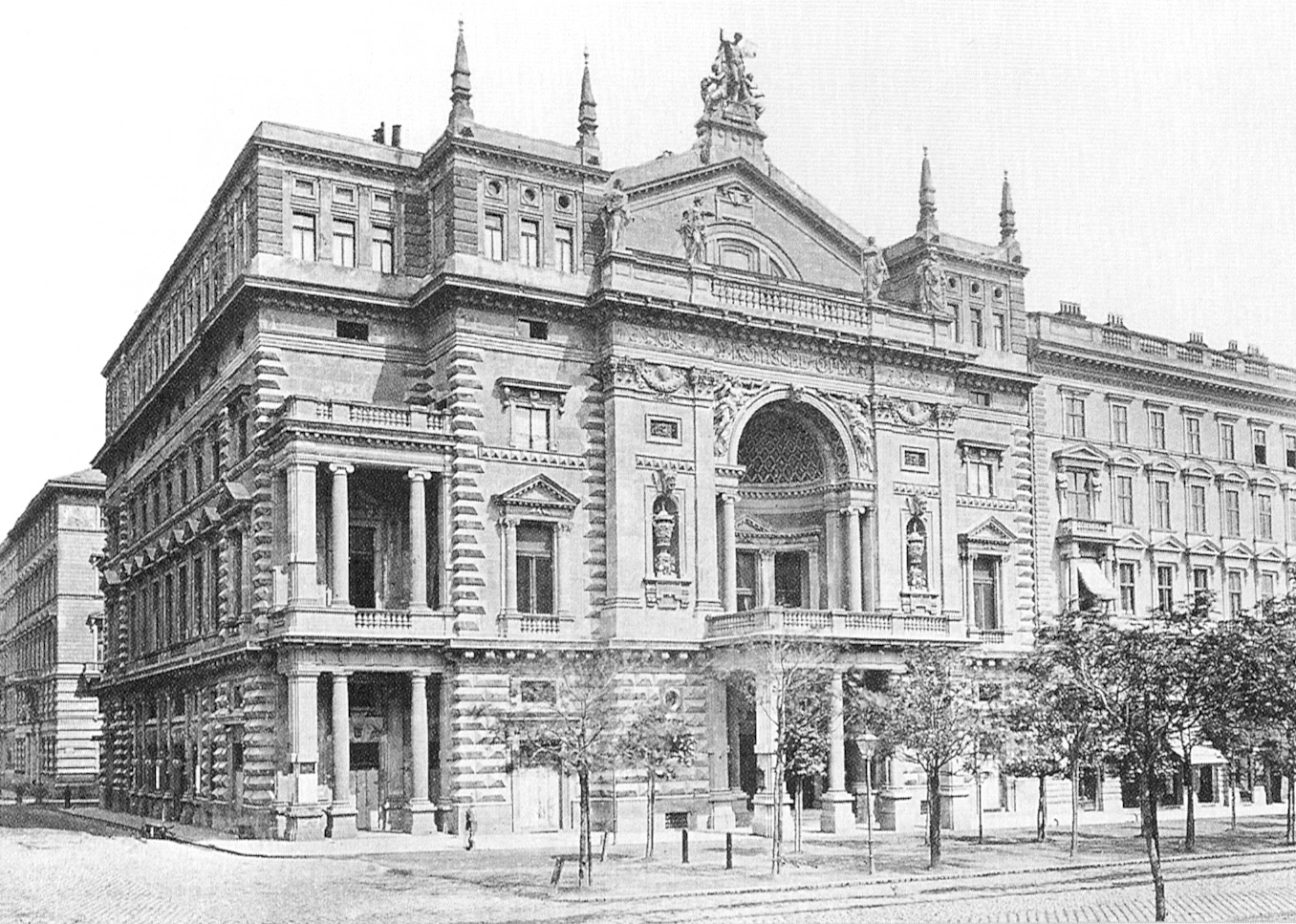
Ringtheater en Vienna, Fotografía antes de 1881

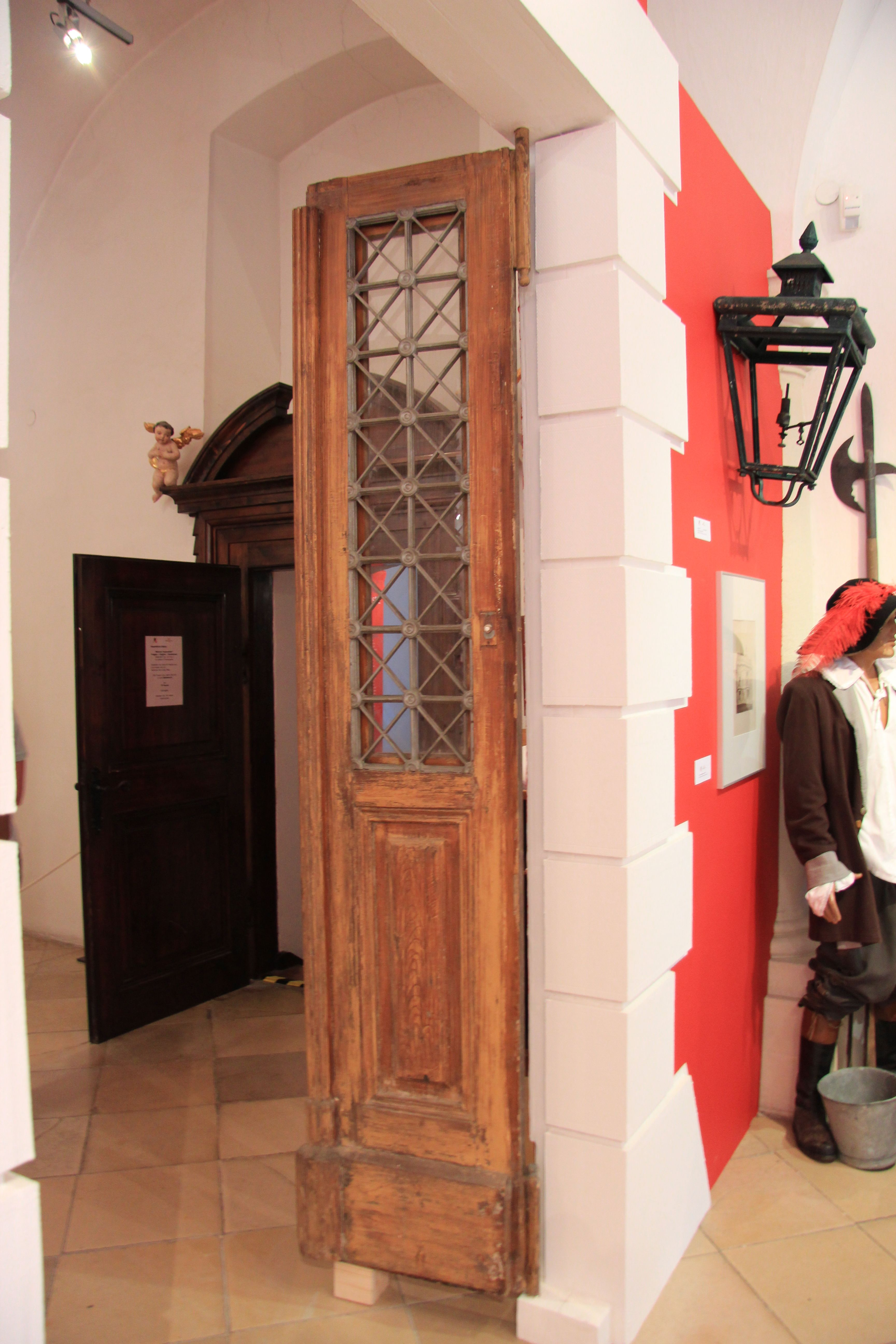
En una exposición de Geras, una de las puertas de salida es expuesta

Después del incendio, se fundó una organización de rescate de milicias, la Wiener Freiwillige Rettungsgesellschaft. Duró hasta 1938 y sus funciones fueron asumidas por el ayuntamiento de Viena después de la guerra. Luego, se promulgaron medidas de prevención de incendios. Las cortinas de seguridad se volvieron obligatorias para contener los fuegos del escenario y los accesorios del teatro tuvieron que impregnarse para que fueran resistentes al fuego. Del mismo modo, los teatros más grandes se vieron obligados a emplear un guardia de seguridad uniformado que supervisaría la evacuación y debe permanecer en el lugar hasta que el último espectador haya abandonado las instalaciones, una regla que todavía se mantiene en pie.
El entonces operador del Ringtheater, Franz von Jauner, fue sentenciado a tres años de prisión, aunque su sentencia fue conmutada por un decreto imperial apenas unas semanas después de su estadía en prisión. El armazón quemado del teatro fue demolido y el emperador Francisco José I financió de forma privada la construcción de un edificio de apartamentos en el mismo sitio. Contaba con una capilla en el segundo piso y los beneficios de alquilar las habitaciones se dedicaban perennemente a causas benéficas.
El psicoanalista de la fama posterior, Sigmund Freud, fue uno de los primeros ocupantes del edificio de apartamentos. En 1945, la llamada "Sühnhaus" (literalmente "casa de expiación") fue destruida en un ataque aéreo y fue completamente desmantelada en 1951. El sitio ahora está ocupado por la sede de la policía federal y estatal y un monumento recuerda el desastre.